# Juvenilna-hormonska estaraza
Juvenilna-hormonska estaraza (EC 3.1.1.59, JH-esteraza, juvenilni hormon analog esteraza, juvenilni hormon karboksiesteraza) je enzim sa sistematskim imenom metil-(2E,6E)--10,11-epoksi-3,7,11-trimetiltrideka-2,6-dienoat acilhidrolaza. Ovaj enzim katalizuje sledeću hemijsku reakciju
metil (2E,6E)-()-10,11-epoksi-3,7,11-trimetiltrideka-2,6-dienoat + 2O {\displaystyle \rightleftharpoons } (2E,6E)-()-10,11-epoksi-3,7,11-trimetiltrideka-2,6-dienoat + metanol
Ovaj enzim demetiliše hormone mladih insekata, JH1 i JH3.

## Literatura
- Nicholas C. Price; Lewis Stevens (1999). Fundamentals of Enzymology: The Cell and Molecular Biology of Catalytic Proteins (Third изд.). USA: Oxford University Press. ISBN 019850229X.
- Eric J. Toone (2006). Advances in Enzymology and Related Areas of Molecular Biology, Protein Evolution (Volume 75 изд.). Wiley-Interscience. ISBN 0471205036.
- Branden C; Tooze J. Introduction to Protein Structure. New York, NY: Garland Publishing. ISBN 0-8153-2305-0.
- Irwin H. Segel. Enzyme Kinetics: Behavior and Analysis of Rapid Equilibrium and Steady-State Enzyme Systems (Book 44 изд.). Wiley Classics Library. ISBN 0471303097.
- William P. Jencks (1987). Catalysis in Chemistry and Enzymology. Dover Publications. ISBN 0486654605.

## Spoljašnje veze
- Juvenile-hormone+esterase на 